# Combiné féminin d'escalade aux Jeux olympiques d'été de 2024
Cet article traite de l'épreuve féminine. Pour la compétition masculine, voir Combiné masculin d'escalade aux Jeux olympiques d'été de 2024.
Navigation
Tokyo 2020 Los Angeles 2028
L'épreuve du combiné féminin d'escalade aux Jeux olympiques d'été de 2024 se déroule du 6 au 10 août 2024, au Bourget, au nord de Paris, en France.

## Médaillées
| Or                   | Argent                | Bronze             |
| Janja Garnbret (SLO) | Brooke Raboutou (USA) | Jessica Pilz (AUT) |

## Lieu de la compétition
L'escalade de déroule sur le site d'escalade du Bourget, construit à l'occasion des Jeux dans l'enceinte du Parc des expositions de Paris-Le Bourget, installation inaugurée en 1982 et située dans le département de Seine-Saint-Denis, au nord-est de la ville de Paris.

## Format de compétition

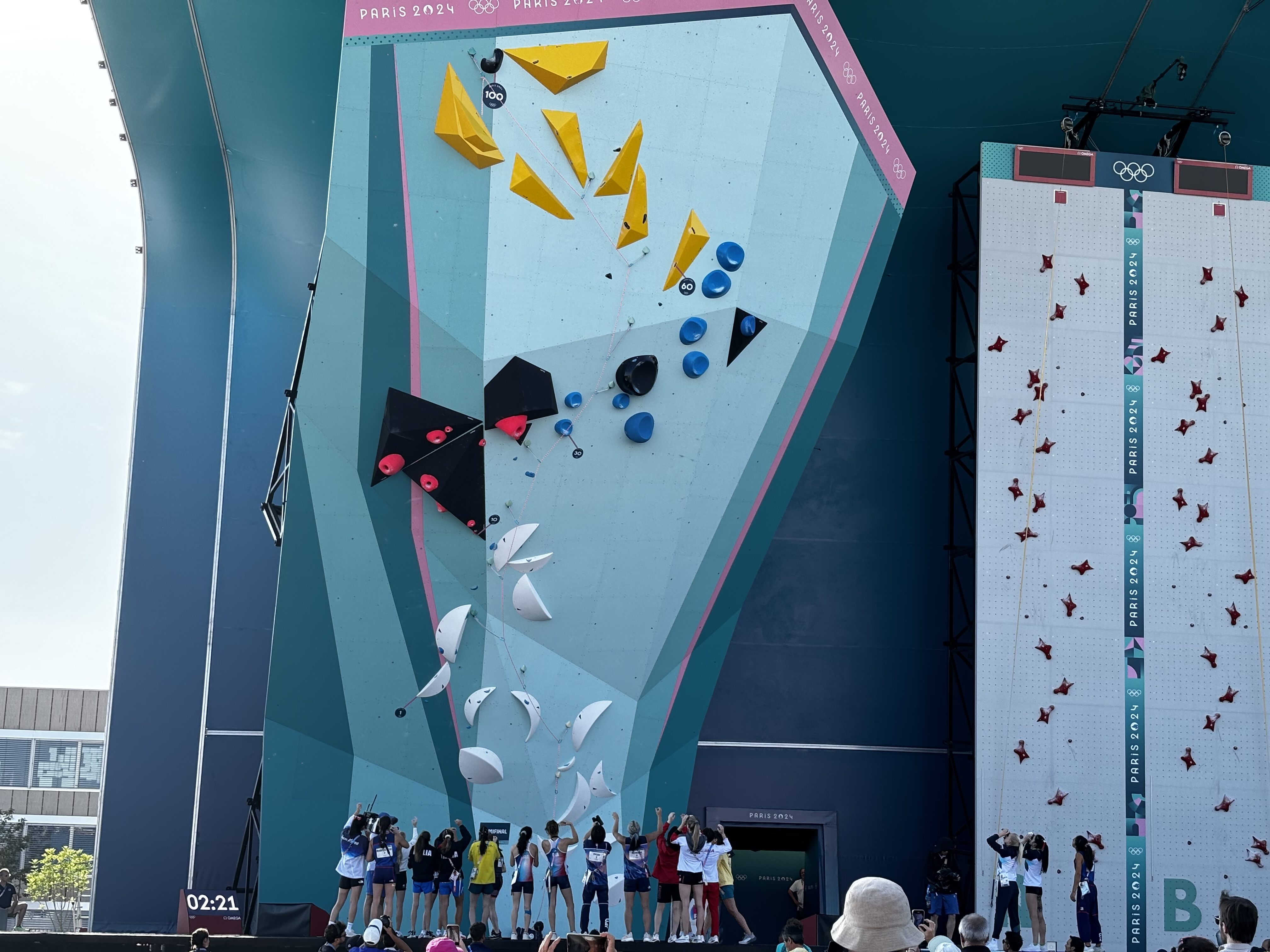
Découverte de la voie de difficulté lors de la demi-finale.

Le combiné, comme son nom l'indique, combine deux disciplines de l'escalade : 
- le bloc : il consiste à escalader des structures de 4,5 m de hauteur dans un temps contraint et avec le moins de tentatives possibles. Il y a quatre parcours différents[3].
- la difficulté : les athlètes ont un seul essai pour grimper un mur de 15 m, en six minutes maximum, sans connaître la voie en avance et sans voir leurs concurrents y évoluer. Les parcours sont de plus en plus complexes et exigeants au fil de la compétition[3]. Pour le classement, on prend en compte la prise atteinte, puis, en cas d'égalité, le temps.

Un nouveau système de notation a été mis en place à la suite de la création de l'épreuve de la vitesse et à sa séparation du combiné : 
- Un athlète peut gagner au maximum 200 points : 100 en bloc, 100 en difficulté.
- Pour le bloc, chacun des 4 passages peut rapporter jusqu'à 25 points : les athlètes en remportent 5 s'ils atteignent la première zone, 10 pour la seconde et 25 pour le sommet. Un dixième de point (0,1) est déduit pour chaque tentative avortée d'atteindre le sommet.
- En difficulté, le concurrent qui atteint le sommet d'un itinéraire remporte 100 points. Un athlète reçoit des points pour les 40 dernières prises d'un parcours : en partant du sommet, les 10 dernières prises rapportent 4 points chacune, les 10 précédentes en rapportent 3 chacune, les 10 précédentes en rapportent 2 chacune et les 10 précédentes rapportent 1 point chacune. Si le concurrent a progressé au-dessus de la dernière prise atteinte, un bonus de 0.1 point lui est accordé.

## Calendrier
| Date           | Horaire | Manche                      |
| -------------- | ------- | --------------------------- |
| Mardi 6 août   | 10 h 00 | Demi-finale (bloc)          |
| Jeudi 8 août   | 10 h 00 | Demi-finale (difficulté)    |
| Samedi 10 août | 10 h 15 | Finale (bloc et difficulté) |

## Résultats détaillés
Les 8 meilleures de la demi-finale se qualifient pour la finale (Q).
| Rang | Athlète              | Pays            | Bloc     | Bloc     | Bloc     | Bloc     | Bloc   | Points de la difficulté | Total de points | Notes |
| Rang | Athlète              | Pays            | Passages | Passages | Passages | Passages | Points | Points de la difficulté | Total de points | Notes |
| Rang | Athlète              | Pays            | 1er      | 2e       | 3e       | 4e       | Points | Points de la difficulté | Total de points | Notes |
| ---- | -------------------- | --------------- | -------- | -------- | -------- | -------- | ------ | ----------------------- | --------------- | ----- |
| 1    | Janja Garnbret       | Slovénie        | 25.0     | 25.0     | 24.9     | 24.7     | 99.6   | 96.1                    | 195.7           | Q     |
| 2    | Jessica Pilz         | Autriche        | 9.8      | 10.0     | 24.5     | 24.5     | 68.8   | 88.1                    | 156.9           | Q     |
| 3    | Brooke Raboutou      | États-Unis      | 24.4     | 24.9     | 9.8      | 24.6     | 83.7   | 72.1                    | 155.8           | Q     |
| 4    | Ai Mori              | Japon           | 0.0      | 24.6     | 4.7      | 24.7     | 54.0   | 96.1                    | 150.1           | Q     |
| 5    | Oriane Bertone       | France          | 24.9     | 24.9     | 25.0     | 9.7      | 84.5   | 45.1                    | 129.6           | Q     |
| 6    | Oceania Mackenzie    | Australie       | 25.0     | 24.9     | 24.8     | 4.9      | 79.6   | 45.1                    | 124.7           | Q     |
| 7    | Erin McNeice         | Grande-Bretagne | 5.0      | 24.7     | 24.9     | 5.0      | 59.6   | 64.1                    | 123.7           | Q     |
| 8    | Seo Chae-hyun        | Corée du Sud    | 5.0      | 24.8     | 9.7      | 4.7      | 44.2   | 72.1                    | 116.3           | Q     |
| 9    | Miho Nonaka          | Japon           | 24.8     | 24.6     | 10.0     | 5.0      | 64.4   | 51.1                    | 115.5           |       |
| 10   | Luo Zhilu            | Chine           | 4.8      | 24.9     | 9.4      | 24.5     | 63.6   | 48.1                    | 111.7           |       |
| 11   | Natalia Grossman     | États-Unis      | 9.8      | 25.0     | 9.8      | 24.6     | 69.2   | 39.1                    | 108.3           |       |
| 12   | Camilla Moroni       | Italie          | 5.0      | 24.5     | 10.0     | 24.5     | 64.0   | 36.1                    | 100.1           |       |
| 13   | Zhang Yuetong        | Chine           | 4.8      | 10.0     | 10.0     | 4.9      | 29.7   | 68.0                    | 97.7            |       |
| 14   | Zélia Avezou         | France          | 4.7      | 24.7     | 10.0     | 9.9      | 49.3   | 45.1                    | 94.4            |       |
| 15   | Ievgeniia Kazbekova  | Ukraine         | 4.9      | 24.8     | 5.0      | 4.8      | 39.5   | 45.1                    | 84.6            |       |
| 16   | Lucia Doerffel       | Allemagne       | 5.0      | 9.7      | 9.8      | 4.7      | 29.2   | 51.1                    | 80.3            |       |
| 17   | Mia Krampl           | Slovénie        | 4.6      | 9.9      | 9.7      | 4.2      | 28.4   | 51.1                    | 79.5            |       |
| 18   | Laura Rogora         | Italie          | 0.0      | 4.4      | 5.0      | 3.8      | 13.2   | 57.1                    | 70.3            |       |
| 19   | Molly Thompson-Smith | Grande-Bretagne | 0.0      | 4.8      | 5.0      | 0.0      | 9.8    | 57.0                    | 66.8            |       |
| 20   | Lauren Mukheibir     | Afrique du Sud  | 0.0      | 0.0      | 0.0      | 0.0      | 0.0    | 4.1                     | 4.1             |       |

| Rang                                | Athlète          | Pays            | Bloc     | Bloc     | Bloc     | Bloc     | Bloc   | Points de la difficulté | Total de points |
| Rang                                | Athlète          | Pays            | Passages | Passages | Passages | Passages | Points | Points de la difficulté | Total de points |
| Rang                                | Athlète          | Pays            | 1er      | 2e       | 3e       | 4e       | Points | Points de la difficulté | Total de points |
| ----------------------------------- | ---------------- | --------------- | -------- | -------- | -------- | -------- | ------ | ----------------------- | --------------- |
| Médaille d'or, Jeux olympiques      | Janja Garnbret   | Slovénie        | 25,0     | 24,8     | 25,0     | 9,6      | 84,4   | 84,1                    | 168,5 pts       |
| Médaille d'argent, Jeux olympiques  | Brooke Raboutou  | États-Unis      | 24,7     | 24,8     | 24,9     | 5,0      | 84,0   | 72,0                    | 156 pts         |
| Médaille de bronze, Jeux olympiques | Jessica Pilz     | Autriche        | 24,9     | 24,6     | 5,0      | 4,8      | 59,3   | 88,1                    | 147,4 pts       |
| 4                                   | Ai Mori          | Japon           | 0,0      | 9,7      | 24,8     | 4,5      | 39,0   | 96,1                    | 135,1 pts       |
| 5                                   | Erin McNeice     | Grande-Bretagne | 24,9     | 25,0     | 0,0      | 9,6      | 59,5   | 68,1                    | 127,6 pts       |
| 6                                   | Seo Chae-hyun    | Corée du Sud    | 9,5      | 4,8      | 4,8      | 9,8      | 28,9   | 76,1                    | 105 pts         |
| 7                                   | Oceana Mackenzie | Australie       | 25,0     | 24,8     | 4,9      | 5,0      | 59,7   | 45,1                    | 104,8 pts       |
| 8                                   | Oriane Bertone   | France          | 25,0     | 24,9     | 0,0      | 9,6      | 59,5   | 45,0                    | 104,5 pts       |